# 海軍元帥 (英國皇家海軍)

海军元帅腕章

英国海军元帅（Admiral of the Fleet）是英国皇家海军的最高軍階，其軍階相當於美國海軍的海軍五星上將銜。在英國海軍當中具有海軍元帥頭銜的人員遠比美國海軍的多。

## 英国海军元帅列表
- 1690年 - 爱德华·罗素(Edward Russell)（1652年-1727年）
- 1696年 - 乔治·鲁克爵士(George Rooke) (c.1650年-1709年）
- 1705年1月13日- Cloudesley Shovell爵士（1650年-1707年）
- 1708年12月21日 - Stafford Fairborne爵士 (c.1666年-1742年）
- 1718年3月14日 - 乔治·拜恩 (托灵顿子爵)George Byng（1663年-1733年）
- 1734年 - 约翰·诺里斯爵士John Norris（1670年-1749年）
- 1749年7月1日 - 查洛纳·奥格勒爵士Chaloner Ogle（1681年-1750年）
- 1761年7月 - 乔治·安逊男爵George Anson（1697年-1762年）
- 1762年 - 威廉·罗利爵士William Rowley (c.1690年-1768年）
- 1768年1月15日 - 爱德华·霍克男爵Edward Hawke（1705年-1781年）
- 1781年10月24日 - 约翰·福布斯John Forbes（1714年-1796年）
- 1796年3月12日 - 理查德·霍维爵士Richard Howe（1726年-1799年）
- 1799年9月16日 - 彼得·帕克Peter Parker（1721年-1811年）
- 1811年12月4日 - 威廉王子（克莱伦斯公爵）（1765年-1837年）
- 1821年7月19日 - 约翰·杰维斯 (圣文森特伯爵)John Jervis（1735年-1823年）
- 1830年 - 詹姆斯·甘比尔 (甘比尔男爵)James Gambier（1756年-1833年）
- 1830年6月28日 - 威廉·威廉姆斯-弗里曼William Williams-Freeman（1742年-1832年）
- 1830年7月22日 - 查尔斯·波尔爵士Charles Pole（1757年-1830年）
- 1833年 4月 - 查尔斯·纽根特爵士Charles Nugent（1759年-1844年）
- 1844年1月8日 - 詹姆斯·惠齐赫德爵士James Whitshed（1762年-1849年）
- 1849年10月13日1 - 托马斯·拜安·马丁爵士Thomas Byam Martin（1773年-1854年）
- 1851年7月1日 - 乔治·柯克伯恩爵士George Cockburn（1772年-1853年）
- 1857年12月8日 - 查尔斯·奥格勒爵士Charles Ogle（1775年-1858年）
- 1858年6月25日 - 约翰·维斯特爵士John West（1774年-1862年）
- 1862年 - 威廉·霍尔·盖吉爵士William Hall Gage（1777年-1864年）
- 1862年11月10日 - 格雷厄姆·哈蒙德爵士Graham Hamond（1779年-1862年）
- 1863年4月27日 - 弗朗西斯·奥斯滕爵士Francis Austen（1774年-1865年）
- 1863年4月27日 - 威廉·帕克爵士William Parker（1781年-1866年）
- 1865年9月12日 - 托马斯·约翰·柯察兰内爵士Thomas John Cochrane（1789年-1872年）
- 1866年11月30日 - 乔治·西莫爵士George Seymour（1787年-1870年）
- 1868年1月30日 - 詹姆斯·亚历山大·戈登爵士James Alexander Gordon（1782年-1869年）
- 1869年1月15日 - 威廉·鲍尔斯爵士William Bowles（1780年-1869年）
- 1869年7月3日 - 乔治·萨特鲁斯爵士George Sartorius（1790年-1885年）
- 1870年1月21日 - 费尔法克斯·莫尔斯比爵士Fairfax Moresby（1786年-1877年）
- 1872年10月20日 - 休斯顿·斯图尔特爵士Houston Stewart（1791年-1875年）
- 1877年1月22日 - 亨利·科德林顿爵士Henry Codrington（1808年-1877年）
- 1877年8月5日 - Henry Keppel爵士（1809年-1904年）
- 1877年12月11日 - 普罗沃·沃利斯爵士Provo Wallis（1791年-1892年）
- 1877年12月27日 - 托马斯·梅特兰Thomas Maitland（1803年-1878年）
- 1877年12月27日 - 乔治·蒙迪爵士George Mundy（1805年-1884年）
- 1879年6月15日 - 詹姆斯·霍普爵士James Hope（1808年-1881年）
- 1879年7月15日 - 托马斯·西蒙德斯爵士Thomas Symonds（1813年-1894年）
- 1881年 - 亚历山大·米尔恩爵士Alexander Milne（1806年-1896年）
- 1885年4月29日 - 阿尔弗雷德·赖德爵士Alfred Ryder（1820年-1888年）
- 1888年5月1日 - 杰弗里·霍恩比爵士Geoffrey Hornby（1825年-1895年）
- 1888年12月 - 约翰·海勋爵Lord John Hay（1827年-1916年）
- 1892年2月13日 - John Commerell（1829年-1901年）
- 1893年6月 - 阿尔弗雷德王子 (爱丁堡公爵)（1844年-1900年）
- 1895年2月20日 - 理查德·米德Richard Meade（1832年-1907年）
- 1897年8月23日 - 阿尔杰农·麦克伦南·莱昂斯爵士Algernon McLennan Lyons（1833年-1908年）
- 1898年11月 - 弗雷德里克·威廉·理查兹爵士Frederick William Richards（1833年-1912年）
- 1904年6月 - 沃尔特·克尔勋爵Lord Walter Kerr（1839年-1927年）
- 1905年2月 - 爱德华·霍巴特·西摩尔爵士Edward Seymour（1840年-1929年）
- 1905年12月5日 - 杰基·费舍尔 (费舍尔男爵)Jackie Fisher（1841年-1920年）
- 1907年 - 亚瑟·尼维特·威尔逊爵士Arthur Knyvet Wilson（1842年-1921年）
- 1913年3月 - 威廉·梅爵士William May（1849年-1930年）
- 1915年3月 - 赫德沃思·穆克斯爵士Hedworth Meux（1856年-1929年）
- 1917年4月 - 乔治·卡拉汉爵士George Callaghan（1852年-1920年）
- 1919年1月 - 约翰·杰利科 (杰利科伯爵)John Jellicoe（1859年-1935年）
- 1919年4月3日 - 戴维·贝蒂 (贝蒂伯爵)David Beatty（1871年-1936年）
- 1919年7月 - 亨利·布雷德沃丁·杰克逊爵士Henry Bradwardine Jackson（1855年-1929年）
- 1919年10月 - 罗斯林·威姆斯 (威斯特-威姆斯男爵)Rosslyn Wemyss（1864年-1933年）
- 1920年11月 - 塞西尔·伯尼爵士Cecil Burney（1858年-1929年）
- 1921年 - 弗雷德里克·多夫顿·斯图蒂爵士Frederick Doveton Sturdee（1859年-1925年）
- 1921年8月22日 - 路易斯·蒙巴顿 (米尔福德·哈文侯爵)（1854年-1921年）
- 1924年7月 - 查尔斯·马登爵士Charles Madden（1862年-1935年）
- 1925年 - 索默塞·卡尔索普爵士Somerset Calthorpe（1864年-1937年）
- 1925年11月 - 约翰·德·罗贝克爵士John de Robeck（1862年-1928年）
- 1928年 - 亨利·奥立弗爵士Henry Oliver（1865年-1965年）
- 1929年 - 奥斯蒙德·布洛克爵士Osmond Brock（1869年-1947年）
- 1930年5月 - 罗杰·约翰·布朗洛·凯斯 (凯斯男爵)Roger John Brownlow Keyes（1872年-1945年）
- 1933年1月20日 - 弗雷德里克·菲尔德爵士Frederick Field（1871年-1945年）
- 1934年 - 雷金纳德·泰威特爵士Reginald Tyrwhitt（1870年-1951年）
- 1935年 - 阿尔弗雷德·厄恩利·蒙塔卡特·查特菲尔德 (查特菲尔德男爵)Alfred Ernle Montacute Chatfield（1873年-1967年）
- 1936年1月21日 - 爱德华八世（1894年-1972年）
- 1936年7月12日 - 约翰·凯利爵士John Kelly（1871年-1936年）
- 1936年 - 乔治六世（1894年-1952年）
- 1938年 - 威廉·亨利·杜德利·博伊尔 (柯克和奥瑞里伯爵)William Henry Dudley Boyle（1873年-1967年）
- 1939年 - 罗杰·巴克豪斯爵士Roger Backhouse（1878年-1939年）
- 1939年7月 - 杜德利·庞德爵士Dudley Pound（1877年-1943年）
- 1940年5月 - 查尔斯·福布斯爵士Charles Forbes（1880年-1960年）
- 1943年1月 - 安德鲁·布朗·康宁汉 (康宁汉子爵)Andrew Browne Cunningham（1883年-1963年）
- 1943年10月22日 - 约翰·克罗宁·托维 (托维男爵)John Cronyn Tovey（1885年-1971年）
- 1945年5月8日 - 詹姆斯·索默维尔爵士James Somerville（1882年-1949年）
- 1948年1月 - 约翰·康宁汉爵士John Cunningham（1885年-1965年）
- 1948年10月22日 - 布鲁斯·弗雷澤（北卡普的弗雷泽男爵）Bruce Fraser（1888年-1981年）
- 1949年3月20日 - 阿尔杰农·维利斯爵士Algernon Willis（1889年-1976年）
- 1952年 - 亚瑟·鲍威尔爵士Arthur Power（1889年-1960年）
- 1952年 - 菲利普·维安爵士Philip Vian（1894年-1968年）
- 1953年1月15日 - 菲利普亲王（愛丁堡公爵）（1921年-2021年）
- 1953年5月 - 罗德里克·麦克格里戈爵士Rhoderick McGrigor（1893年-1959年）
- 1955年4月22日 - 乔治·克瑞西爵士George Creasy（1895年-1972年）
- 1956年10月22日 - 缅甸的路易斯·蒙巴顿伯爵（1900年-1979年）
- 1960年 - 查尔斯·兰伯爵士Charles Lambe（1900年-1960年）
- 1962年5月23日 - 卡斯帕·约翰爵士(Caspar John)（1903年-1984年）
- 1968年8月12日 - 瓦里尔·贝格爵士Varyl Begg（1908年-1995年）
- 1970年 - 迈克尔·勒法纽爵士Michael LeFanu（1913年-1970年）
- 1971年3月12日 - 彼得·希尔-诺顿 (希尔-诺顿男爵)Peter Hill-Norton（1915年-2004年）
- 1974年3月1日 - 迈克尔·波洛克爵士Michael Pollock（1916年-2006年）
- 1977年2月9日 - 爱德华·阿什莫尔爵士Edward Ashmore（1919年—）
- 1979年7月6日 - 特伦斯·陆温男爵Terence Lewin（1920年-1999年）
- 1982年12月1日 - 亨利·里奇爵士Henry Leach（1923年—）
- 1985年8月2日 - 约翰·菲尔德豪斯 (菲尔德豪斯男爵)John Fieldhouse（1928年-1992年）
- 1989年5月25日 - 威廉·斯特威利爵士William Staveley（1928年-1997年）
- 1993年 - 朱利安·奥斯瓦尔德爵士Julian Oswald（1933年—）
- 1995年 - 本杰明·巴瑟斯特爵士Benjamin Bathurst（1936年—）
- 2012年 - 查爾斯三世King Charles III（1948年—）